# Su hermana menor
Su hermana menor es una película en blanco y negro de Argentina dirigida por Enrique Cahen Salaberry sobre el guion de Carlos Adén que se estrenó el 30 de abril de 1943 y que tuvo como protagonistas a Silvia Legrand, Zully Moreno, Santiago Arrieta y Oscar Valicelli. Fue el primer largometraje dirigido por Cahen Salaberry.

## Sinopsis
La mayor de dos hermanas enamoradas de un mismo hombre debe sacrificarse.

## Reparto
- Silvia Legrand ... María
- Zully Moreno ... Gloria Morea
- Santiago Arrieta ... Ricardo Olmedo
- Oscar Valicelli ... Domingo Requena
- Semillita ... Pocholo
- Herminia Mas ... Doña Antonia
- Guillermo Pedemonte
- Warly Ceriani

## Comentarios
Para La Nación era una “comedia sencilla en su tema y en sus recursos dramáticos y escénicos tiene entre sus rasgos más felices la virtud del buen gusto” y Calki en El Mundo escribió:

”todo está resuelto de manera suave, resolviéndose el conflicto… por medio de abundantes frases. Estas tienen, sin duda, intención poética que al quedarse en el camino, desvían a lo cursi.”